# Georg Galster
Jørgen Georg Castonier Galster (født 17. maj 1889, København, død 8. september 1983, Hellerup) var en dansk numismatiker og historiker. I perioden 1910-1959 var han ansat ved Den Kongelige Mønt- og Medaillesamling, fra 1920 som leder af denne.
Galster var søn af grosserer Harald August Galster (1838-1924) og Elise Marie Bidstrup (1869-1937) og blev student fra Efterslægtselskabets Skole i 1906. Han studerede herefter på Københavns Universitet, hvorfra han blev cand.mag. i historie, dansk og latin i 1913. Han havde dog allerede i 1910 fået ansættelse på Den Kongelige Mønt- og Medaillesamling på Nationalmuseet efter anbefaling fra professor Johannes Steenstrup, der var den professor, han var mest knyttet til.
Allerede på dette tidspunkt var hensigten, at Galster skulle oplæres til at efterfølge Peter Christian Hauberg (1844-1928) som leder af møntsamlingen. Da Hauberg i 1920 trådte tilbage blev Galster da også administrerende inspektør ved samlingen og i 1946 overinspektør.
Efter at være gået på pension i 1959 fortsatte Galster i flere år med at arbejde med møntmaterialet og havde således indtil 1980 plads på et kontor på Nationalmuseet. Bl.a. bestemte han de såkaldte kufiske dirhemer, når sådanne dukkede op i danske fund. Det blev også til flere udgivelser, bl.a. en oversigt over uniontidens udmøntninger i 1972 og en afhandling om møntfund på Bornholm fra vikingetiden i 1980.
Galster modtog flere hædersbevisninger og blev således i 1959 æresdoktor ved Lunds Universitet, blev 1960 æresmedlem af Dansk Numismatisk Forening og fik i 1974 Videnskabernes Selskabs guldmedalje. Siden 1949 var han medlem af Det kongelige danske Selskab for Fædrelandets Historie, hvor han i flere år var kasserer og dernæst sekretær.
Privat blev Galster 15. august 1922 gift med Emma Adrienne Johnsen (1899-1974) med hvem han fik en søn og en datter. Sønnen Gert Harald Galster (født 19. oktober 1923) døde som 25-årig i 1949 ved drukning i Glimminge Sø ved Kisa i Sverige. Datteren Gertrud Johnsen Bruns Castonier Galster (født 11. januar 1926 i Helligånds Sogn) er kendt som samfundsdebattør, kritisk over for især muslimsk indvandring, og aktivist. Hun har været keramiker, aftenskolelærer og turistguide med speciale i italiensk sprog. Hun har en søn, der er læge.
Georg Galster er begravet på Mariebjerg Kirkegård.